# Автодорога М3 (Армения)
М3 (арм. Մ3) — автомобильная дорога в Армении, проходящая от грузино-армянской границы до Еревана через Лорийскую, Арагацтонскую и Армавирскую области. Важнейший участок дорожной сети Армении.

## Описание
М3 классифицируется как межгосударственная автодорога — соединяющая дорожную сеть Армении с дорожной сетью другого государства и обеспечивающая передвижение по автодорогам в другую страну. Протяжённость дороги — 183,7 км. Начинается у пункта автодорожного пропуска Гогаван на границе с Грузией, соединяет Ереван с городами Маргара (у турецкой границы), Ванадзор и Ташир, проходит также через Спитак. На дороге находится тоннель Степанаван, самый длинный автодорожный тоннель Армении (построен в 1970-е годы, отреставрирован в 2000 годы), который находится под Пушкинским перевалом.